# Eupithecia lactevirens
Eupithecia lactevirens är en fjärilsart som beskrevs av Paul Dognin 1908. Eupithecia lactevirens ingår i släktet Eupithecia och familjen mätare. Inga underarter finns listade i Catalogue of Life.